# Strawberry Wood
Strawberry Wood is een muziekalbum van de Nederlandse band Nits. De band nam het album in het voorjaar en de zomer van 2009 op in hun eigen studio De Werf in Amsterdam Sloterdijk. De titel komt uit het nummer Departure en het mengt de titel van twee nummers van The Beatles: Strawberry Fields Forever en Norwegian Wood (This Bird Has Flown). De volgende regel in de tekst is 'Norwegian Fields'.
Alle nummers van het album werden live ten gehore gebracht tijdens de tournee die startte in september 2009.
Het album is ook verkrijgbaar via iTunes Store, met twee extra tracks.

## Musici
- Henk Hofstede – zang, gitaar, banjo
- Robert Jan Stips – toetsen, zang
- Rob Kloet – slagwerk

## Composities
Alle nummers geschreven door Hofstede, Stips, Kloet.
1. Hawelka
2. The Hours
3. Distance
4. Departure
5. Nick In The House Of John
6. La Petite Robe Noire
7. Now
8. Index Of First Lines
9. Tannenbaum
10. Jisp
11. Bad Dream
12. Return
13. Forget-Me-Not (iTunes bonustrack)
14. Container (iTunes bonustrack)

## Single
Hawelka werd ook als single uitgebracht.

## Hitnotering
| "Strawberry Wood" in de Nederlandse Album Top 100 - binnen: 24-10-2009 | "Strawberry Wood" in de Nederlandse Album Top 100 - binnen: 24-10-2009 | "Strawberry Wood" in de Nederlandse Album Top 100 - binnen: 24-10-2009 | "Strawberry Wood" in de Nederlandse Album Top 100 - binnen: 24-10-2009 | "Strawberry Wood" in de Nederlandse Album Top 100 - binnen: 24-10-2009 | "Strawberry Wood" in de Nederlandse Album Top 100 - binnen: 24-10-2009 | "Strawberry Wood" in de Nederlandse Album Top 100 - binnen: 24-10-2009 |
| Week                                                                   | 01                                                                     | 02                                                                     | 03                                                                     | 04                                                                     | 05                                                                     |                                                                        |
| ---------------------------------------------------------------------- | ---------------------------------------------------------------------- | ---------------------------------------------------------------------- | ---------------------------------------------------------------------- | ---------------------------------------------------------------------- | ---------------------------------------------------------------------- | ---------------------------------------------------------------------- |
| Nummer                                                                 | 11                                                                     | 22                                                                     | 41                                                                     | 23                                                                     | 43                                                                     | uit                                                                    |